# Jun Tsuji
Jun Tsuji (Japans: 辻 潤) (4 oktober 1884 – 24 november 1944) was een Japanse filosoof en dichter. Hij staat bekend als dadaïst en nihilist.

## Levensloop
Tsuji werd op 4 oktober 1884 in Tokio geboren.
Hij studeerde Engelse taal en literatuur. Na zijn studie doceerde hij voor een korte tijd aan een meisjesschool. Nadat hij ontslagen werd, had hij nooit meer een stabiele baan, en begon hij bewust als zwervende alcoholist te leven. In 1932 werd hij als gevolg van een psychose in een psychiatrisch ziekenhuis opgenomen. Nadat hij hersteld was kwam hij herhaaldelijk met justitie in aanraking.
De laatste jaren van zijn leven bracht hij in armoede door. Hij overleed in 1944 aan de gevolgen van verhongering.

## Filosofie

### Epicurisme
Tsuji was beïnvloed door de filosofie van de Griekse filosoof Epicurus, het zogeheten epicurisme. De invloed van Epicurus schemerde door in de levensstijl van Tsuji. Net als Epicurus onthield hij zich van politiek en trachtte hij door zwerven en egoïsme het epicuristische doel van ataraxia ("gemoedsrust") te bereiken. Bovendien leefde Tsuji een eenvoudig leven met als doel vrijstelling van lichamelijke pijn en onnoodzakelijke begeertes, hetgeen eveneens een belangrijk onderdeel vormt van de epicuristische ethiek.

### Het niets
Dit epicurisme verzoende hij met de filosofie van de Duitser Max Stirner, wiens hoofdwerk, De Enige en zijn Eigendom (1844), hij naar het Japans vertaalde. In Stirners werk staat de notie van het "creatief niets" centraal. Het creatief niets is een radicale afwezigheid waar een continu proces van zelfschepping uit voortkomt. Tsuji staat bekend om zijn eigenzinnige vertaling van deze notie, waarmee hij een brug tussen de Duitse en Japanse filosofie legde. Eveneens verbond hij Stirners notie van "het niets" met hoe "het niets" in het boeddhisme wordt gebruikt, waar het realiseren ervan onderdeel vormt van het loskomen van dukkha ("lijden"). Dit alles heeft een sterke invloed uitgeoefend op het Japanse nihilisme.

## Verwijzingen
1. 1 2 3  Stanley 2020, p. 188.
2. ↑  Taylor 2010, p. 25.
3. ↑  Taylor 2010, p. 24.
4. ↑  Newman 2011, p. 203.
5. ↑  Taylor 2010, p. 18.